# Iván Hernández (pugile)
Iván Hernández Rangel (Città del Messico, 24 novembre 1981) è un pugile messicano.
Soprannominato "Choco", ha un record attuale di 25-3-1, con 15 successi prima del limite.